# Tino Rossi

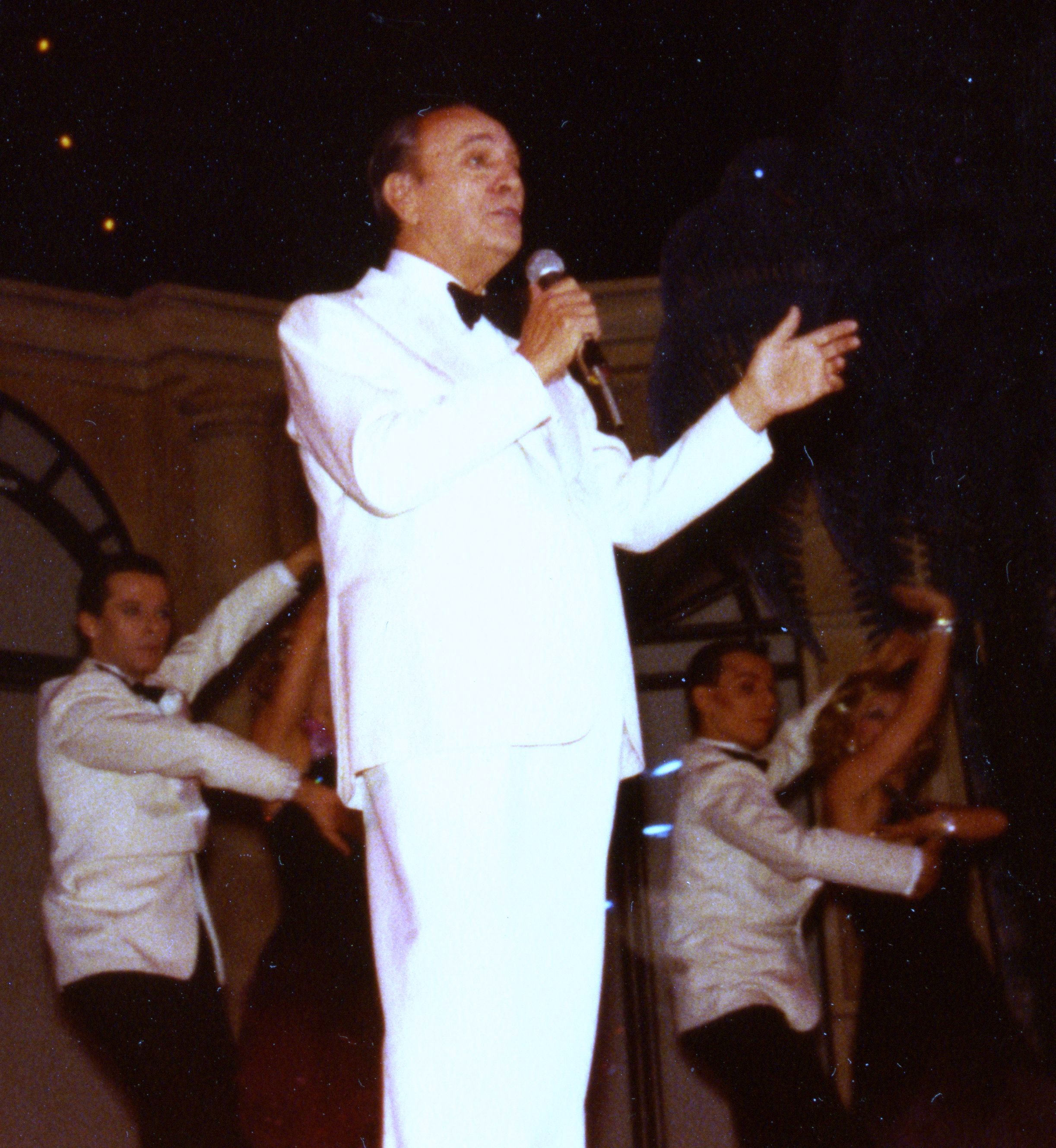
Tino Rossi

Tino Rossi, rodným jménem Constantino Rossi (29. dubna 1907, Ajaccio – 26. září 1983) byl francouzský zpěvák a herec. Mimořádně populární byl na své rodné Korsice.

## Biografie
Proslavil se nejprve jako tenor v kabaretech, film, v němž zazpíval řadu romantických balad, z něj později udělal celonárodní idol - natočil 25 filmových muzikálů, mezi nimiž nejznámější je Si Versailles m'était conté režiséra Sachy Guitry. Jeho sláva kulminovala ve 40. letech, bohužel i v časech německé okupace, což ho přivedlo k řadě kompromisů. Jeho chování za druhé světové války bylo po válce hodnoceno jako nepřijatelné (zejména podpora kolaborantské Légion des Volontaires Français). V listopadu 1944 byl zatčen a tři týdny strávil ve vězení. U soudu však dostal spíše symbolický trest, byly mu omezeny pracovní možnosti. Přesto v roce 1946 paradoxně dosáhl jednoho z vrcholů kariéry, když nahrál jeden ze svých největších hitů: Petit Papa Noël. Singlu se prodalo přes 30 milionu kusů po celém světě. Rossimu se za něj dostalo i prestižní ceny Grand Prix du Disque a píseň se především ve frankofonním světě stala vánoční klasikou. Po nástupu televize obnovil svou popularitu také v řadě televizních show. Roku 1983 uspořádal svou derniéru v Casinu de Paris.